# 林肯維爾 (緬因州)
林肯維爾（英語：Lincolnville）是一個位於美國緬因州瓦多縣的鎮。

## 人口
根據2020年美國人口普查的數據，林肯維爾的面積為113.05平方千米，當中陸地面積為96.71平方千米，而水域面積為16.34平方千米。當地共有人口2312人，而人口密度為每平方千米20人。